# José María Isaac Béjar
José María Isaac Béjar (Mérida, Badajoz, 21 de diciembre de 1985), más conocido como José Mari, es un entrenador y exfutbolista español. Jugó como lateral izquierdo y tuvo una destacada trayectoria en la Segunda División B de España. Posteriormente desarrolló su carrera como entrenador y analista en distintos clubes del fútbol español.

## Trayectoria como jugador
Comenzó en las categorías inferiores del Málaga CF, pasando por los equipos juvenil, filial y cadete. Debutó en el fútbol senior con el Mérida UD y militó durante varias temporadas en equipos como Málaga CF B, Valencia Mestalla, UD Logroñés o Marbella FC, donde destacó como un lateral muy técnico, buen lanzador de faltas y con gran regularidad.

### Estadísticas como jugador senior
| Temporada | Equipo            | División           | PJ | Min   | Goles | TA | TR |
| --------- | ----------------- | ------------------ | -- | ----- | ----- | -- | -- |
| 2014/15   | Marbella FC       | Segunda División B | 7  | 646   | 0     | 2  | 0  |
| 2013/14   | Marbella FC       | Tercera División   | 7  | 572   | 0     | 1  | 0  |
| 2012/13   | Unión Estepona CF | Tercera División   | 7  | 602   | 1     | 1  | 0  |
| 2011/12   | UD Marbella       | Tercera División   | 8  | 717   | 1     | 1  | 0  |
| 2010/11   | UD Marbella       | Tercera División   | 8  | 732   | 0     | 0  | 0  |
| 2009/10   | UD Marbella       | Tercera División   | 9  | 832   | 1     | 1  | 0  |
| 2009/10   | UD Logroñés       | Segunda División B | —  | —     | —     | —  | —  |
| 2008/09   | Mérida UD         | Segunda División B | —  | —     | —     | —  | —  |
| 2007/08   | Valencia Mestalla | Tercera División   | —  | —     | —     | —  | —  |
| 2006/07   | Málaga CF B       | Segunda División B | 16 | 1.088 | 2     | 7  | 2  |
| 2005/06   | UD Melilla        | Segunda División B | —  | —     | —     | —  | —  |
| 2004/05   | CD Alhaurino      | Tercera División   | —  | —     | —     | —  | —  |

## Trayectoria como entrenador
Desde 2015 ejerció funciones de entrenador y analista técnico en diversos clubes. Su experiencia como cuerpo técnico incluye trabajo en cantera y en equipos de Segunda División B y Segunda División.

### Equipos dirigidos
| Temporada | Equipo               | Categoría          | Rol                | PJ | G | E | P |
| --------- | -------------------- | ------------------ | ------------------ | -- | - | - | - |
| 2015/16   | Marbella FC Benjamín | Cuarta Andalucía   | Entrenador         | —  | — | — | — |
| 2016/17   | Marbella FC Alevín   | Tercera Andalucía  | Entrenador         | —  | — | — | — |
| 2017/18   | Marbella FC Senior   | Segunda División B | Entrenador         | —  | — | — | — |
| 2018/19   | Burgos CF            | Segunda B          | Entrenador         | 23 | 6 | 8 | 9 |
| 2019/20   | CD Lugo              | Segunda División   | Analista           | —  | — | — | — |
| 2019/20   | Burgos CF            | Segunda B          | Segundo entrenador | —  | — | — | — |

## Estilo de juego
Como futbolista, José Mari se desempeñó principalmente como lateral izquierdo. Destacó por su técnica, visión de juego y su capacidad para lanzar faltas directas e indirectas. Era un defensor ordenado, con liderazgo, y se distinguía por su agilidad y lectura táctica.